# Charles N'Zogbia
Charles N'Zogbia, född 5 maj 1986 i Harfleur, är en fransk före detta fotbollsspelare. 
N'Zogbia spelade mellan 2004 och 2009 för Newcastle United men flyttade efter att han hamnat i en dispyt med dåvarande tränaren Joe Kinnear. Han har även spelat i den franska klubben Le Havre AC. Debut i Newcastle gjorde den 11 september 2004, mot Blackburn Rovers. Därefter spelade han för Wigan Athletic och Aston Villa.